# Heliodoro Guillén Pedimonte
Heliodoro Guillén Pedimonte lub Pedemonti – hiszpański malarz specjalizujący się w morskich pejzażach, malował również sceny rodzajowe.
Był prezydentem Círculo de Bellas Artes de Alicante i profesorem rysunku w swoim rodzinnym mieście. Jego nauczycielem był Aureliano Ibarra Manzoni, a po przeprowadzce do Madrytu uczył się u Casto Plasencii i Lorenza Casanova.
W 1891 r. wyjechał na studia do Rzymu. W 1892 r. otrzymał III medal na Krajowej Wystawie Sztuk Pięknych za dzieło La última borrasca.

## Wybrane dzieła
- La última borrasca, 1892.
- Iglesia
- Bodegón de frutas
- Bodegón con frutas y jarra
- Gaitero, 1891.
- Basamento Del Interior De San Isidoro. s. XII